# 4403 Kuniharu
4403 Kuniharu eller 1987 EA är en asteroid i huvudbältet som upptäcktes den 2 mars 1987 av den japanska astronomen Yoshiaki Oshima vid Gekko-observatoriet. Den är uppkallad efter Kuniharu-observatoriet.
Asteroiden har en diameter på ungefär 4 kilometer.